# مصطفى عصام (لاعب كرة قدم مواليد 2003)
مصطفى عصام أسامة أبوالعلا (ولد في 20 مايو 2003) هو لاعب كرة قدم مصري-قطري، يلعب كلاعب وسط في نادي الريان.

## مسيرة اللاعب
بدأ مع نادي الريان وأعير إلى كولتورال ليونيسا الإسباني في عام 2022 لمدة موسم.

## روابط خارجية
مصطفى أبو العلا على موقع Soccerway.com (الإنجليزية)